# New York Liberty 2015
La stagione 2015 delle New York Liberty fu la 19ª nella WNBA per la franchigia.
Le New York Liberty vinsero la Eastern Conference con un record di 23-11. Nei play-off vinsero la semifinale di conference con le Washington Mystics (2-1), perdendo poi la finale di conference con le Indiana Fever (2-1).

## Roster
| N° | Naz.                   | Ruolo | Sportivo         | Anno | Alt. | Peso |
| -- | ---------------------- | ----- | ---------------- | ---- | ---- | ---- |
| 2  | Stati Uniti (bandiera) | G     | Candice Wiggins  | 1987 | 180  | 67   |
| 3  | Stati Uniti (bandiera) | G     | Erica Wheeler    | 1991 | 170  | 65   |
| 7  | Stati Uniti (bandiera) | C     | Avery Warley     | 1987 | 191  | 92   |
| 8  | Stati Uniti (bandiera) | C     | Carolyn Swords   | 1989 | 198  | 93   |
| 9  | Australia (bandiera)   | A     | Rebecca Allen    | 1992 | 188  | 74   |
| 10 | Stati Uniti (bandiera) | G     | Epiphanny Prince | 1988 | 175  | 76   |
| 14 | Stati Uniti (bandiera) | G     | Sugar Rodgers    | 1989 | 175  | 73   |
| 15 | Stati Uniti (bandiera) | G     | Brittany Boyd    | 1993 | 175  | 71   |
| 17 | Stati Uniti (bandiera) | GA    | Essence Carson   | 1986 | 183  | 75   |
| 30 | Stati Uniti (bandiera) | G     | Tanisha Wright   | 1983 | 180  | 75   |
| 31 | Stati Uniti (bandiera) | C     | Tina Charles     | 1988 | 193  | 90   |
| 32 | Stati Uniti (bandiera) | A     | Swin Cash        | 1979 | 185  | 74   |
| 41 | Stati Uniti (bandiera) | C     | Kiah Stokes      | 1993 | 191  | 86   |

## Staff tecnico
- Allenatore: Bill Laimbeer
- Vice-allenatori: Katie Smith, Herb Williams
- Preparatore atletico: Laura Ramus
- Preparatore fisico: Kevin Duffy